# Superliqa 2021-2022
La Superliqa 2021-2022, 30ª edizione della massima serie del campionato azero di pallavolo femminile si è svolta dal 17 dicembre 2021 al 16 aprile 2022: al torneo hanno partecipato quattro squadre di club azere e la vittoria finale è andata per la prima volta all'Abşeron.

## Regolamento

### Formula
La competizione ha previsto che le quattro formazioni partecipanti si siano affrontate quattro volte tra loro, disputando quattro round, per un totale di dodici giornate.

### Criteri di classifica
Se il risultato finale è stato di 3-0 o 3-1 sono stati assegnati 3 punti alla squadra vincente e 0 a quella sconfitta, se il risultato finale è stato di 3-2 sono stati assegnati 2 punti alla squadra vincente e 1 a quella sconfitta.
L'ordine del posizionamento in classifica è stato definito in base a:
- Punti;
- Numero di partite vinte;
- Ratio dei set vinti/persi;
- Ratio dei punti realizzati/subiti.

## Squadre partecipanti
| Club     | Stagione | Città | Stagione precedente      |
| -------- | -------- | ----- | ------------------------ |
| Abşeron  | dettagli | Baku  | campionato non disputato |
| Azərreyl | dettagli | Baku  | campionato non disputato |
| Murov    | dettagli | Baku  | campionato non disputato |
| UNEC     | dettagli | Baku  | campionato non disputato |

## Torneo

### Risultati

#### Primo round
| Prima giornata |                 |     |                            |
|                |                 |     |                            |
| 17-12          | Murov - Abşeron | 0-3 | 8-25, 23-25, 24-26         |
| 21-01          | Azərreyl - UNEC | 3-1 | 25-14, 19-25, 25-18, 25-15 |

| Seconda giornata |                    |     |                                  |
|                  |                    |     |                                  |
| 25-01            | Azərreyl - Abşeron | 0-3 | 19-25, 22-25, 17-25              |
| 25-01            | UNEC - Murov       | 3-2 | 28-26, 9-25, 25-15, 16-25, 15-10 |

| Terza giornata |                  |     |                     |
|                |                  |     |                     |
| 18-01          | Azərreyl - Murov | 3-0 | 25-23, 25-13, 27-25 |
| 18-01          | UNEC - Abşeron   | 0-3 | 19-25, 12-25, 18-25 |

#### Secondo round
| Quarta giornata |                  |     |                                   |
|                 |                  |     |                                   |
| 01-02           | Murov - Azərreyl | 3-2 | 27-25, 25-27, 25-22, 21-25, 16-14 |
| 01-02           | UNEC - Abşeron   | 1-3 | 25-23, 12-25, 18-25, 7-25         |

| Quinta giornata |                    |     |                            |
|                 |                    |     |                            |
| 08-02           | Abşeron - Azərreyl | 3-1 | 25-14, 25-17, 22-25, 25-21 |
| 08-02           | Murov - UNEC       | 3-0 | 25-22, 25-16, 25-17        |

| Sesta giornata |                 |     |                                   |
|                |                 |     |                                   |
| 11-02          | Abşeron - Murov | 3-1 | 25-21, 16-25, 25-20, 25-21        |
| 11-02          | Azərreyl - UNEC | 2-3 | 27-29, 25-14, 23-25, 25-16, 12-15 |

#### Terzo round
| Settima giornata |                  |     |                            |
|                  |                  |     |                            |
| 18-02            | Azərreyl - Murov | 3-1 | 25-19, 25-21, 16-25, 25-21 |
| 18-02            | Abşeron - UNEC   | 3-0 | 25-12, 25-16, 25-19        |

| Ottava giornata |                    |     |                                   |
|                 |                    |     |                                   |
| 01-03           | Azərreyl - Abşeron | 0-3 | 16-25, 21-25, 16-25               |
| 01-03           | UNEC - Murov       | 2-3 | 25-21, 16-25, 16-25, 28-26, 11-15 |

| Nova giornata |                 |     |                            |
|               |                 |     |                            |
| 25-02         | Murov - Abşeron | 0-3 | 17-25, 26-28, 20-25        |
| 25-02         | UNEC - Azərreyl | 1-3 | 18-25, 25-18, 22-25, 13-25 |

#### Quarto round
| Decima giornata |                  |     |                     |
|                 |                  |     |                     |
| 05-04           | Murov - Azərreyl | 0-3 | 22-25, 10-25, 19-25 |
| 05-04           | UNEC - Abşeron   | 0-3 | 22-25, 14-25, 19-25 |

| Undicesima giornata |                    |     |                     |
|                     |                    |     |                     |
| 13-04               | Abşeron - Azərreyl | 3-0 | 25-23, 27-25, 25-19 |
| 13-04               | Murov - UNEC       | 3-0 | 25-15, 25-11, 25-18 |

| Dodicesima giornata |                 |     |                            |
|                     |                 |     |                            |
| 16-04               | Abşeron - Murov | 3-1 | 25-21, 25-19, 19-25, 25-19 |
| 16-04               | Azərreyl - UNEC | 3-1 | 25-18, 25-16, 16-25, 25-23 |

### Classifica
| Pos. | Squadra  | Pt | G  | V  | P  | SV | SP | Ratio | PF    | PS    | Ratio |
| ---- | -------- | -- | -- | -- | -- | -- | -- | ----- | ----- | ----- | ----- |
| 1.   | Abşeron  | 36 | 12 | 12 | 0  | 36 | 4  | 9,000 | 986   | 757   | 1,303 |
| 2.   | Azərreyl | 20 | 12 | 6  | 6  | 23 | 22 | 1,045 | 1 001 | 967   | 1,035 |
| 3.   | Murov    | 11 | 12 | 4  | 8  | 17 | 28 | 0,607 | 964   | 983   | 0,981 |
| 4.   | UNEC     | 5  | 12 | 2  | 10 | 12 | 34 | 0,353 | 832   | 1 076 | 0,773 |

## Classifica finale
| Pos                    | Squadra  | Qualificazione        |
| ---------------------- | -------- | --------------------- |
| Azerbaigian (bandiera) | Abşeron  |                       |
| 2                      | Azərreyl | Challenge Cup 2022-23 |
| 3                      | Murov    |                       |
| 4                      | UNEC     |                       |